# Jedediah Slason Carvell

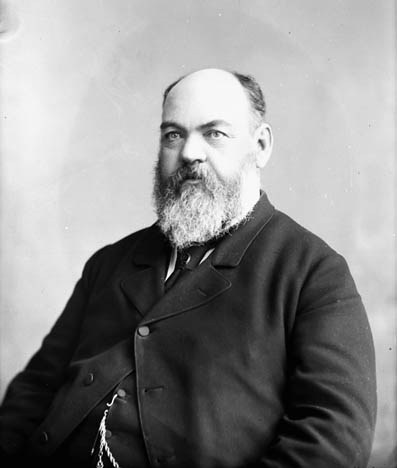
Jedediah Slason Carvell

Jedediah Slason Carvell (* 16. März 1832 in Newcastle, New Brunswick; † 14. Februar 1894 in Charlottetown, Prince Edward Island) war ein kanadischer Politiker. Von 1879 bis 1889 war er kanadischer Senator, danach amtierte er bis zu seinem Tod als Vizegouverneur der Provinz Prince Edward Island.
Nach seiner Schulzeit in Saint John und Fredericton lebte Carvell vorübergehend in Australien, ab 1855 in den USA, wo er als Holzhändler tätig war. 1860 ließ er sich in Charlottetown nieder und baute ein erfolgreiches Import- und Exportunternehmen auf. Als Verleger der Zeitung The Examiner setzte er sich für den Beitritt der Kolonie zu Kanada ein. In den Jahren 1877 und 1878 war er Bürgermeister von Charlottetown, außerdem vertrat er als Vizekonsul die Interessen Spaniens in der Provinz. Im Dezember 1879 folgte die Ernennung zum Senator, im kanadischen Parlament gehörte er der konservativen Fraktion an. Generalgouverneur Lord Stanley vereidigte Carvell am 2. September 1889 als Vizegouverneur von Prince Edward Island. Dieses repräsentative Amt übte er viereinhalb Jahre lang bis zu seinem Tod aus.